# Larochella alta
Larochella alta är en snäckart som beskrevs av Powell 1927. Larochella alta ingår i släktet Larochella och familjen Aclididae. Inga underarter finns listade i Catalogue of Life.